# Retrato de un joven (Durero)
El Retrato de un joven es un óleo sobre tabla de tilo de 28 x 26 cm de Alberto Durero, de 1500 y conservado en el Alte Pinakothek de Múnich.

## Historia
La obra es citada por primera vez en un inventario de 1616 de la colección de Paulus Praun en Núremberg, descrito como retrato masculino obra del hermano de Alberto, Hans Durero. En tal colección quedó hasta finales del siglo XVIII, cuando fue adquirida por el príncipe heredero Luis de Baviera.
Poco después se asignó la atribución a Alberto y se quiso reconocer en el sujeto al mismo Hans, sin comparación alguna: la figura no coincide de hecho con el retrato de Hans a punta de plata hoy en la Galería Nacional de Arte de Washington. 
En una época imprecisa se añadieron dos delgadas tiras a los lados, para aumentar su tamaño a fin de que coincidiera con un marco ya existente o para hacer de pendant a otra obra de la pinacoteca.

## Descripción y estilo
Sobre el fondo liso oscuro emerge en tres cuartos un rostro masculino bien iluminado. El encuadre es muy cercano, limitando la visión a solo la cabeza y cuello, con un rostro de rasgos enérgicos, trazados sobre tonos amarillos, marrones, y en el caso del atuendo y sombrero, rojizos. Los ojos claros son fijos y expresivos, las pestañas finas, la nariz recta y robusta, la boca estrecha y ligeramente fruncida, la barbilla puntiaguda, los pómulos hundidos. La fecha dorada en la parte superior izquierda tiene los números extrañamente distorsionados, casi formando un arabesco.